# كاسحة الالغام الفئة أم
فئة أم كاسحة ألغام القياسية ( (بالألمانية: Minensuchboot)‏ ) لبحرية ألمانيا النازية كريغسمرينه خلال الحرب العالمية الثانية. كانت السفن هي القوة الرئيسية في قيادة الدفاع عن الموانئ الألمانية وتم تنظيمها إدارياً في أساطيل كاسحات ألغام.

## التاريخ

### M1915 و M1916
ما مجموعه 36 وحدة قديمة من الحرب العالمية الأولى خدمت في الحرب العالمية الثانية. تم تحويل بعض هذه السفن إلى سفن تجريبية أو سفن مدفعية أو مناقصات أسطول أو مناقصات قارب R وتم تحويل 1 (سابق M109) إلى سفينة مسح. في عام 1940، تم إعادة تسمية معظم هذه السفن المحولة ككاسحة ألغام مرة أخرى.

### M1935

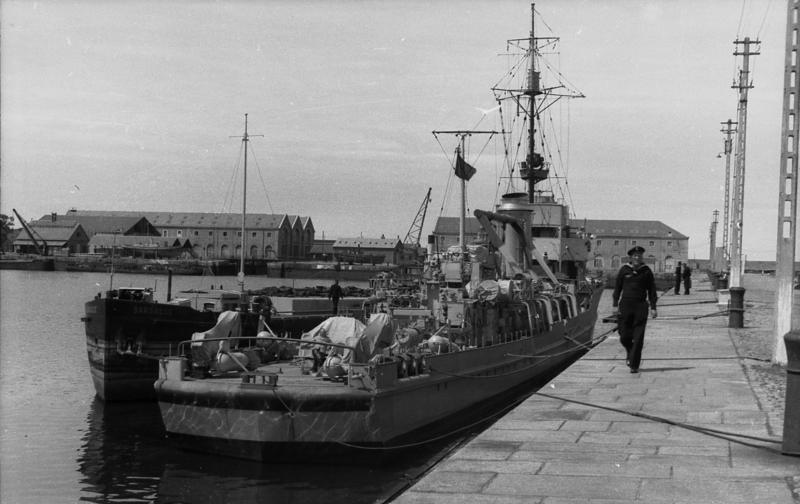
سفينة M1935 في فرنسا المحتلة عام 1941

السلسلة الأولى تم طلب طراز M1935 في أواخر ثلاثينيات القرن الماضي لاستبدال القوارب العتيقة البالية في الحرب العالمية الأولى. أثبتت هذه السفن تنوعا. يمكن للسفن أيضا القيام بمرافقة القافلة، والحرب المضادة للغواصات ومهام صيد السفن بالإضافة إلى كاسحة الألغام. ومع ذلك، كانت السفن مكلفة للغاية ومعقدة البناء. بين عامي 1937 و1941. فقدت 34 سفينة خلال الحرب.